# ألبايراتي
ألبايراتيهي بلدة تقع في مقاطعة ميلانو في إيطاليا على بعد 20 كم من مدينة ميلانو وبلغ عدد سكانها 4,360 نسمة عام 2004م وتبلغ مساحتها15.0 كم مربع.

## وصلات خارجية
- www.comune.albairate.mi.it/